# TVBoy
Salvatore Benintende (nascut el 16 de juliol de 1980), conegut amb el pseudònim TVBoy (traduït amb diverses majúscules), és un artista de carrer neopop italià. És conegut pels seus murals que representen futbolistes i temes d'actualitat, especialment George Floyd després del seu assassinat, Vladimir Putin després de la invasió russa d'Ucraïna el 2022 i Alexia Putellas després de la seva primera victòria a la Pilota d'Or Femenina. Després d'haver començat el seu treball d'art urbà l'any 1996, ha estat descrit com "el Banksy de Barcelona", una de les ciutats que, juntament amb Milà, és coneguda per la decoració.

## Trajectòria

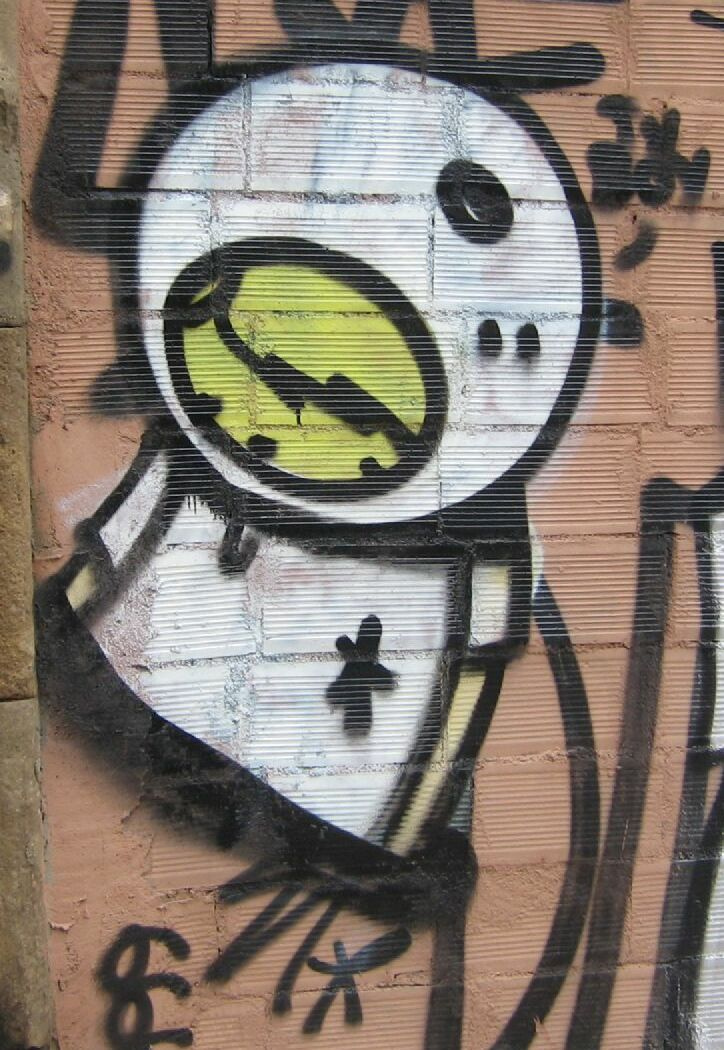
Personatge de graffiti de TVBoy a Barcelona del 2005

Les obres de TVBoy sovint representen temes d'actualitat. Molts dels seus grans murals estan fets a Gràcia, un lloc de molta cultura artística a la ciutat. Part del seu art està dedicat a icones locals, com ara pintar Montserrat Caballé i Pau Donés després de la seva mort.
En les seves peces relacionades amb el futbol, ha pintat moltes vegades Lionel Messi, descrit com a musa. També va crear un mural de Diego Armando Maradona després de la seva mort, però s'ho va repensar i TVBoy el va substituir per Super Alexia, que representava a la futbolista Alexia Putellas. Va fer un altre mural de Messi després de guanyar la Copa del Món de la FIFA 2022.
La seva primera mostra oficial de galeria a Barcelona va ser Home Street Home, celebrada el 2021 a la Casa Seat.
Ha creat molts murals per reflectir el suport a Ucraïna després de la invasió russa d'Ucraïna el 2022, també a la regió de Kíev i als voltants de Barcelona. A Barcelona, al costat del seu mural de Putellas, hi ha una bandera d'Ucraïna que porta la paraula "esperança" amb la imatge d'una noia fent de la seva lletra "O" un símbol de pau. En un panell de la plaça Sant Jaume, el centre de Catalunya, ha creat i actualitzat diversos murals, que representen imatges com el president ucraïnès Volodymyr Zelenski demanant l'acabament de la guerra; nens plantant una bandera de la pau en un tanc rus; i el president rus Vladimir Putin empresonat. El panell es va retirar més tard durant les reformes de la façana. El gener de 2023, va ser convidat per l'organització humanitària Cesvi a viatjar a Bucha i Irpin a l'oblast de Kíev d'Ucraïna, llocs de la massacre de Bucha i la batalla d'Irpin, per crear art per aportar positivitat mentre la nació s'acostava a un any de guerra. Combinant el futbol i la guerra a Ucraïna, un dels seus murals representa nens jugant a futbol amb samarretes amb els números 20 i 23, i els noms "pau" i "esperança". Els seus altres murals a Ucraïna també representen nens, així com flors i els colors de la bandera d'Ucraïna.

## Vida personal
Té una filla.

## Exposicions
- Please Don't Die, 2007, Galeria Iguapop Barcelona[12]
- 2007, Padiglione d'Arte Contemporanea[12]
- 2008, Parco della Musica[12]
- 2008, Galeria Asbæk[12]
- 2008, Fundació Aïshti[12]
- Street Art Painting, 2009, Internationales Schulungszentrum (col·lecció de molts artistes)[13]
- Reality Pop, 2010, Gestalt Gallery (col·lecció de molts artistes)[12]
- Superheroes 2.0, 2014, Gestalt Gallery (col·lecció de molts artistes)[12]
- Home Street Home, 2021, Casa Seat de Barcelona[4][7]
- Jago, Banksy, TvBoy e altre storie controcorrente, novembre de 2022-maig de 2023, Palazzo Albergati (col·lecció d'obres de Jago, Banksy i TVBoy)

## Galeria d'imatges
- Mural a Penelles (Lleida) que mostra Kim Jong Un i Donald Trump besant-se.
- Super Alexia és un mural al barri de Gràcia de Barcelona que mostra Alexia Putellas com a Superwoman
- Un mural a Madrid mostra Manuela Carmena com a Wonder Woman
- Mural a Barcelona de Frida Kahlo amb un tatuatge fent-se una selfie